# Хронология мировых рекордов в беге на 400 метров с барьерами (мужчины)
Первый мировой рекорд в беге на 400 метров с барьерами у мужчин был признан международной федерацией лёгкой атлетике в 1912 году. Первым мировым рекордом стал результат Чарльза Бэкона на Олимпийских играх 1908 года. За всю историю выступлений на этой дистанции американские легкоатлеты установили больше всех мировых рекордов. До настоящего времени дольше всех продержался рекорд Кевина Янга — 28 лет 329 дней.

## Хронология рекордов 1912 — 1976 годы
| Время | Auto  | Спортсмен              | Дата             | Место        |
| ----- | ----- | ---------------------- | ---------------- | ------------ |
| 55,0  |       | Чарльз Бэкон (USA)     | 22 июля 1908     | Лондон       |
| 54,0  |       | Фрэнк Лумис (USA)      | 16 августа 1920  | Антверпен    |
| 53,8  |       | Стин Петтерсон (SWE)   | 4 октября 1925   | Париж        |
| 52,6y |       | Джонни Гибсон (USA)    | 2 июля 1927      | Линкольн     |
| 52,0  |       | Морган Тейлор (USA)    | 4 июля 1928      | Филадельфия  |
| 51,9  | 51,85 | Гленн Хардин (USA)     | 1 августа 1932   | Лос-Анджелес |
| 51,8  |       | Гленн Хардин (USA)     | 30 июня 1934     | Милуоки      |
| 50,6  |       | Гленн Хардин (USA)     | 26 июля 1934     | Стокгольм    |
| 50,4  |       | Юрий Литуев (USSR)     | 20 сентября 1953 | Будапешт     |
| 49,5  |       | Гленн Дэвис (USA)      | 29 июня 1956     | Лос-Анджелес |
| 49,2  |       | Гленн Дэвис (USA)      | 6 августа 1958   | Будапешт     |
| 49,2  |       | Сальватор Морал (ITA)  | 14 сентября 1962 | Белград      |
| 49,1  |       | Рекс Коули (USA)       | 13 сентября 1964 | Лос-Анджелес |
| 48,8  | 48,94 | Джефф Вандерсток (USA) | 11 сентября 1968 | Эхо-Саммит   |
| 48,1  | 48,12 | Дэвид Хэмери (GBR)     | 15 октября 1968  | Мехико       |
| 47,8  | 47,82 | Джон Акии-Буа (UGA)    | 2 сентября 1972  | Мюнхен       |

## Хронология рекордов после 1976 года
С 1975 года ИААФ требует наряду с ручным секундомером записывать результаты, показанные электроникой. С 1 января 1977 года ИААФ установила вести все записи мировых рекордов с точностью до 1 сотой доли секунды.
| Время | Спортсмен              | Дата            | Место        |
| ----- | ---------------------- | --------------- | ------------ |
| 47,82 | Джон Акии-Буа (UGA)    | 2 сентября 1972 | Мюнхен       |
| 47,64 | Эдвин Мозес (USA)      | 25 июля 1976    | Монреаль     |
| 47,45 | Эдвин Мозес (USA)      | 11 июня 1977    | Лос-Анджелес |
| 47,13 | Эдвин Мозес (USA)      | 3 июля 1980     | Милан        |
| 47,02 | Эдвин Мозес (USA)      | 31 августа 1983 | Кобленц      |
| 46,78 | Кевин Янг (USA)        | 6 августа 1992  | Барселона    |
| 46,70 | Карстен Вархольм (NOR) | 1 июля 2021     | Осло         |
| 45,94 | Карстен Вархольм (NOR) | 3 августа 2021  | Токио        |